# Соврамонте
Соврамо̀нте (на италиански: Sovramonte; на венециански: Soramont, Сорамонт) е община в Северна Италия, провинция Белуно, регион Венето. Разположена е на 600 m надморска височина. Населението на общината е 1453 души (към 2014 г.).
Административен център на общината е село Серво (Servo).